# Jallaucourt
Jallaucourt là một xã trong vùng Grand Est, thuộc tỉnh Moselle, quận Château-Salins, tổng Delme. Tọa độ địa lý của xã là 48° 50' vĩ độ bắc, 06° 23' kinh độ đông. Jallaucourt nằm trên độ cao trung bình là 260 mét trên mực nước biển, có điểm thấp nhất là 217 mét và điểm cao nhất là 295 mét. Xã có diện tích 8,41 km², dân số vào thời điểm 2005 là 168 người; mật độ dân số là 20,2 người/km². Jallaucourt nằm về phía đông nam của Metz, thuộc Pháp từ năm 1661.

## Thông tin nhân khẩu
| 1962 | 1968 | 1975 | 1982 | 1990 | 1999 |
| ---- | ---- | ---- | ---- | ---- | ---- |
| 164  | 179  | 143  | 139  | 150  | 137  |